# Judicis de la Casa Curio
Els judicis de la Casa Curio van ser uns judicis davant del consell de guerra britànic a Hamburg-Rotherbaum a la Casa Curio entre 1946 i 1949.

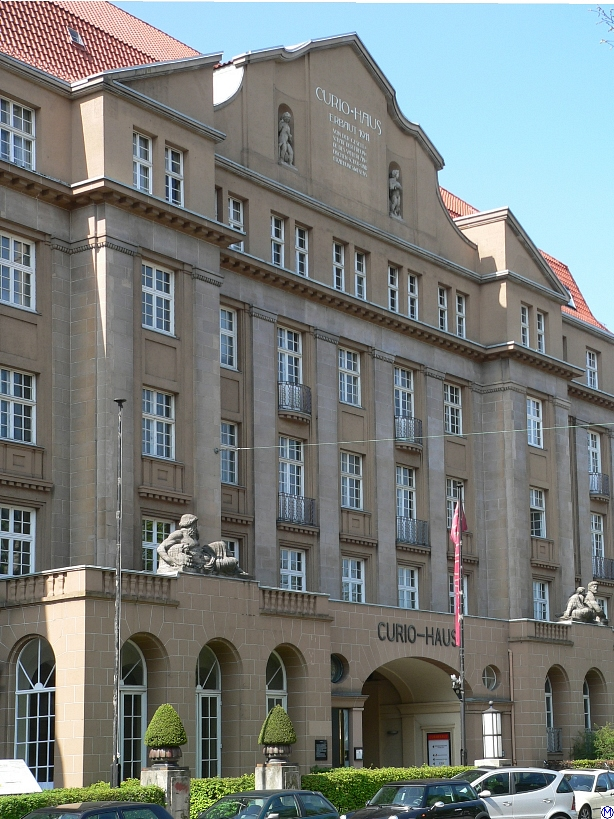
La Casa Curio

Principalment s'hi van tractar els crims de guerra comesos al camp de concentració de Neuengamme, el massacre dels vint nens de l'Escola del Bullenhuser Damm, set judicis de crims a Ravensbrück i un judici contra un perpetrador del camp Bergen-Belsen. Van ser junts amb els Judicis de Nuremberg més coneguts, uns dels principals judicis de crims de guerra del postguerra. En aquesta època, el concepte de crim contra la humanitat encara no existia en la jurisprudència britànica.

## Condemnats destacats
- Wilhelm Dreimann
- Johann Frahm
- Dr. Kurt Heissmeyer (en contumàcia), metge que va concebre els experiments pseudo-mèdics amb adults i nens
- Ewald Jauch
- Dr. Hans Klein (en contumàcia)
- Albert Lütkemeyer
- Max Pauly, comandant del camp de Neuengamme
- Adolf Speck
- Arnold Strippel (en contumàcia), responsable de la gestió de les extensions del camp de Neuengamme
- Alfred Trzebinski, metge responsable del camp
- Anton Thumann, cap d'un camp de persones empresonat sense judici sota el règim de la Schutzhaft